# Euroscaptor
Euroscaptor és un gènere de mamífer de la família dels tàlpids. Conté les espècies següents:
- Talp xinès gros (E. grandis)
- Talp de Kloss (E. klossi)
- E. kuznetsovi
- Talp de musell llarg (E. longirostris)
- E. malayana
- Talp de l'Himàlaia (E. micrura)
- Talp de muntanya japonès (E. mizura)
- E. orlovi
- Talp de dents petites (E. parvidens)
- E. subanura